# Pattinaggio di figura al XIII Festival olimpico invernale della gioventù europea - Ragazzi
Il concorso del Pattinaggio di figura al XIII Festival olimpico invernale della gioventù europea dei ragazzi si è svolto il 13 e il 15 febbraio 2017 alla Erzurum Ice Skating Arena di Erzurum in Turchia. I pattinatori hanno gareggiato nel programma corto e nel programma libero. Ognuno dei due programmi ha attribuito un punteggio. La somma dei risultati ha determinato il vincitore della competizione. 

## Risultati
| Class | Nome               | Nazione     | Totale | PC | PC    | PL | PL     |
| ----- | ------------------ | ----------- | ------ | -- | ----- | -- | ------ |
| 1     | Petr Gumennik      | Russia      | 195.21 | 1  | 67.56 | 1  | 127.65 |
| 2     | Daniel Grassl      | Italia      | 178.24 | 2  | 63.35 | 2  | 114.89 |
| 3     | Nika Egadze        | Georgia     | 155.18 | 6  | 53.71 | 4  | 101.47 |
| 4     | Başar Oktar        | Turchia     | 154.11 | 3  | 62.20 | 7  | 91.91  |
| 5     | Yakau Zenko        | Bielorussia | 152.43 | 5  | 54.08 | 5  | 98.35  |
| 6     | Aleksandr Selevko  | Estonia     | 148.73 | 4  | 55.03 | 6  | 93.70  |
| 7     | Adam Siao Him Fa   | Francia     | 146.39 | 9  | 44.19 | 3  | 102.20 |
| 8     | Luke Digby         | Regno Unito | 140.80 | 7  | 49.32 | 8  | 91.48  |
| 9     | Yan Tkalych        | Ucraina     | 136.14 | 8  | 47.97 | 9  | 88.17  |
| 10    | Nikolaj Majorov    | Svezia      | 124.97 | 10 | 43.95 | 10 | 81.02  |
| 11    | Simon Fukas        | Slovacchia  | 123.35 | 12 | 42.84 | 11 | 80.51  |
| 12    | Aleksandar Zlatkov | Bulgaria    | 117.85 | 11 | 43.89 | 12 | 73.96  |
| 13    | Kornel Witkowski   | Polonia     | 98.31  | 13 | 41.16 | 13 | 57.15  |
| 14    | Andrei Tanase      | Romania     | 69.95  | 14 | 26.01 | 14 | 43.94  |